# Kastaniety (album)
Kastaniety – debiutancki album polskiej grupy muzycznej K.A.S.T.A., wydany został w 17 sierpnia 2002 roku nakładem Blend Records. Nagrania dotarły do 17. miejsca listy OLiS.
Pochodząca z albumu piosenka „Peryferie” znalazła się na 59. miejscu listy 120 najważniejszych polskich utworów hip-hopowych według serwisu T-Mobile Music.

## Lista utworów
| CD1 1. „Intro” 2. „Czas” 3. „Peryferie” 4. „Parę słów” (gościnnie: Esse) 5. „Hopera” 6. „Bez ściemy” 7. „Fanky” 8. „Premiera” 9. „Zobacz” 10. „Dlaczego” 11. „Klimaty” 12. „Ulica” 13. „Ten styl” 14. „Piszę nocami” 15. „Po co?” |  | CD2 1. „White House” 2. „U See” 3. „Hope” 4. „Soul Assassin” 5. „Watch Ya Words” 6. „Till I Die” 7. „Roll Da Shit” 8. „Manifest” 9. „Hera” 10. „Vibra” 11. „What For” 12. „Outro” |